# キンボール
キンボール（Kin-Ball）とは、キンボールスポーツのことである。1986年にカナダのマリオ・ドゥマースによって生み出され、2001年に国際大会も開催されるようになった、直径122センチメートル (cm) のボールを使用して主に室内で行われる球技である。また、キンボールスポーツで使われるボールのことを示す用語でもある。
キンボールの「キン」は英語の「キネスシス（kinesthesis）」の略で「運動感覚」といった意味であり、正式な競技名称はと言う。
なお、本稿において以降は競技名のキンボールスポーツはキンボール、使われる玉はボールという表記に統一する（引用や発言を除く。）。

## 歴史

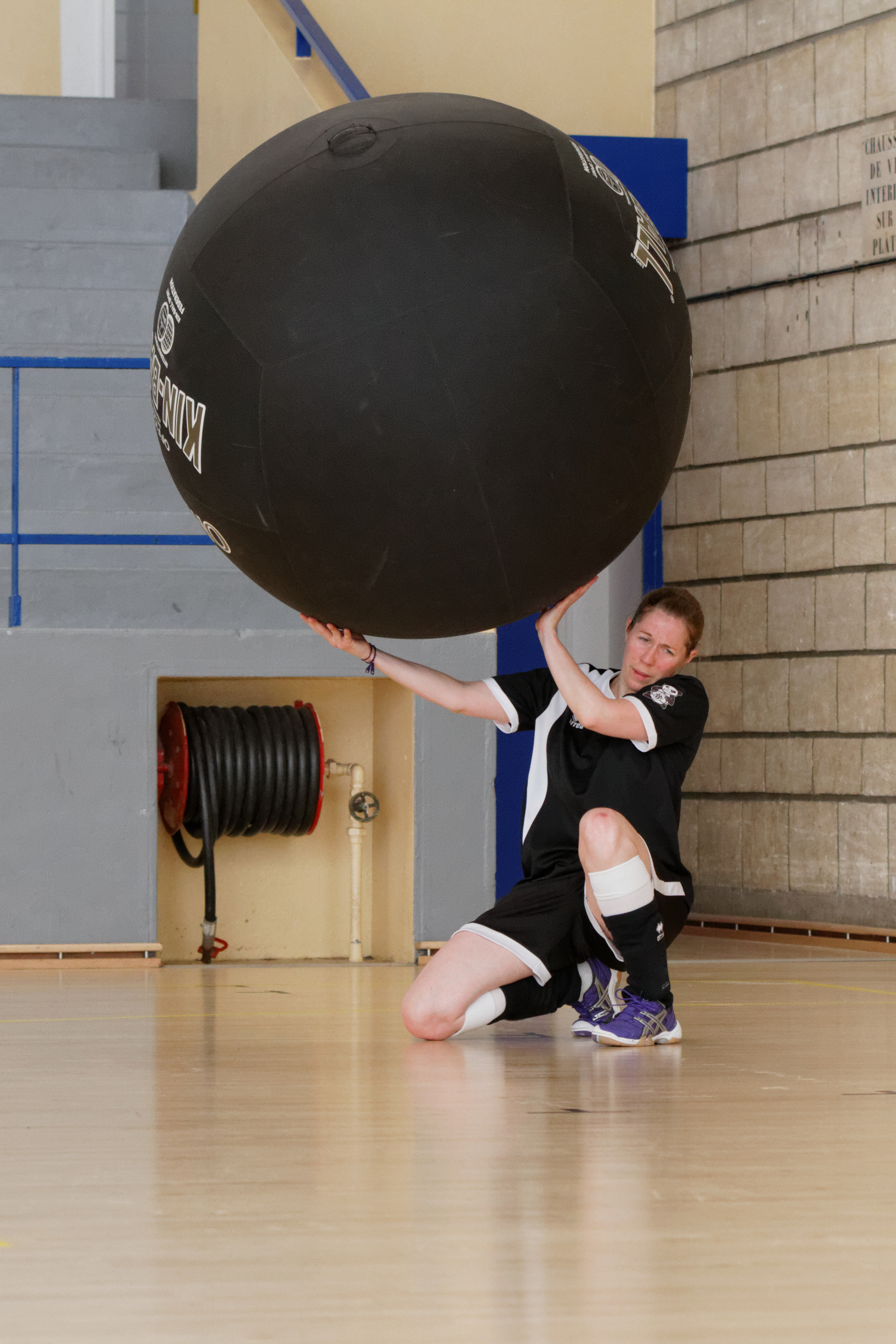
使われるボールの大きさ

1986年にカナダのモントリオール大学体育学部を卒業しケベック州で体育教師をしていたマリオ・ドゥマースによって考案された。以降、カナダはもちろんアメリカでも多くの学校や地域で採用され、他にもベルギー、フランス、ドイツ、スペインなどヨーロッパや、マレーシア、ブラジルなどに広がり、500万人以上の人々が楽しむワールドゲームに発展した。 
日本には1997年10月に吉田正信が初めて紹介した。吉田は、共遊、主体、創造を理念として1998年2月に国際キンボール連盟日本事務局を設立した。その後日本各地での講習会を通じて普及を行い、小学校の授業でも行われるようになった。1999年4月にはより組織的な普及活動や国際大会への参加を視野に入れ、国際キンボール連盟日本事務局を発展的に解消し、名称を日本キンボール連盟（後に日本キンボールスポーツ連盟として社団法人化）と改め、新しい組織として発足した。
競技スポーツとしても関西国際大学などの大学チームを中心に広がりを見せ、2000年に滋賀県で日本初の大会（第1回ジャパンオープン）が開催された。2001年6月にはカナダ・ケベックで第1回キンボールスポーツ国際大会が開催された。2018年3月31日時点で普及活動に携わる登録者は20,026名に上り、それぞれの地域での普及に力を注いでいる。

## 競技内容
大きく分けて「コンペティションゲーム」と「リードアップゲーム」の2種類がある。

### コンペティションゲーム
| ヒット。この画像でのヒットチームは青。 |  | ヒット。この画像でのヒットチームは青。 |
| ヒット。この画像でのヒットチームは青。 |  |                                        |

| レシーブ |  | レシーブ |
| レシーブ |  |          |

オフィシャル（国際）ルールとルールバリエーションとで構成された競技型ゲーム。通常、キンボールと言えばこのコンペティションゲームを指す。使用するボールは直径122 cm、重さ1 kg。コートの大きさは13～21メートル (m) ×16～21 mとする。公式競技は3ピリオドで構成され、総得点で競う。（※ただし、申し合わせ事項として、参加者の身体条件や年齢、経験の有無、1チームの登録人数が少ない場合などを考慮し各ピリオドを自由に設定できる。日本では現状7分または10分1ピリオドの試合を3試合行う場合が多い。）
1. ピンク、グレー、ブラックの3チームで競う（各色のゼッケンを着用する）。1チーム4人で、交代要員は各チーム8人まで（計最大12人）。
2. 3チームのキャプテンがじゃんけん（日本ルール）をし、勝ったチームがヒット（サーブ）権を得る。
3. ヒット権を得たチームはコートの中央で（ゲーム開始時・ピリオド開始時のみ）、ヒッター以外の3人がボールを支える。他の2チームはコート内すべてを守れるように守備につく。
4. 試合の開始はレフリーの合図（笛）により開始とする。
5. ヒットはヒットチームの1名が、必ず「オムニキン」と言い、続いて「レシーブチームの色」（自チーム以外のどちらか）を大きな声でコールしてからヒット（腰より上のみを使用し、手や腕などでボールを打撃）する。 ヒットの瞬間は4名全員がボールに触れていなければならない。「オムニキン」は必ずしもヒッターが言う必要はない。「オムニキン」と「色」は別々の人がコールしても良い。ただし、そのつど必ず1名のみとする。（「オムニキン(OMNIKIN)」は「すべての」という意味の英語 omnipresent と KIN を合わせた言葉）
6. ヒットされたボールは指定された色のチーム（レシーブチーム）が床に落ちる前にレシーブ（全身使用可）する。
7. レシーブ成功後、自チーム以外のどちらかに同様にヒットする。
8. レシーブまたはヒットに失敗すると、失敗したチーム以外の2チームに1点ずつが加算される。
9. その後のゲーム再開は、レシーブを失敗したチームが失敗したところから（2.5 mの範囲内で）ヒットして再開。（反則をした場合も同様）
10. ゲーム途中でもピリオド終了のタイムキーパーからの合図でピリオド終了。
11. 第2ピリオド、第3ピリオドスタート時は前のピリオドまでで最も得点の低いチームが、ヒット権を得る。同点の場合は日本ではじゃんけんで決める。

ルール・反則
- ヒットの瞬間、味方のメンバー全員がボールに触れていなければならない。
- 1人のプレーヤーが続けて2回ヒットできない。
- ヒットは床と水平以上の角度で飛ばさなければならない。
- ボールの直径の1.5倍、1.8 m以上飛ばさなければならない。
- レフリーにも聞こえない小さなコールの場合。
- レシーブした後、ボールを持って走ることもチームメイトにパスすることもできるが、3人目がボールに触れたらその時点でボールに触れているプレーヤーとその後にボールに触れたプレーヤーは軸足を動かしてはならない。
- 1人目がレシーブのためにボールに触れてから、10 秒以内に3人目がボールに触れなければならない。
- レシーブするチームの3人目がボールに触れた後は、5 秒以内にヒットしなければならない。
- ボールを両腕で抱え込んで持ってはならない。
- カバーの口の部分をつかんではならない。
- レシーブの瞬間、コートの外に両足が出てはならない。
- 選手交代は何回でも自由にできる（ただし、ゲームの中断時に限る）が、どんな時でもコートにいるのは1チーム4名でなければならない。5名以上コートにいた場合、反則となる。

上記反則を犯した場合、他の2チームに1点が与えられる。
チーム（コーチを含む）がアスリートらしくない行為をした時（故意に行う妨害、暴言、暴力など）
- 最初の警告の場合、他の2チームに1点が与えられる。
- 個人的な警告を2回受けた場合、その個人は退場となる。交代選手を入れて続けるが、控えの選手がいない場合はその後2チームで行う。
- 個人に対する警告も含めチームとして2回目から4回目の警告の場合、他の2チームに5点が与えられる。
- 4回目の警告を受けた場合、チームが退場、2チームでゲームをする。

### リードアップゲーム
段階的にキンボールスポーツを親しむ協調型ゲーム。多くの人数でプレイでき、小学校低学年や高齢者、障害者なども楽しめる。
- サークルリフティング　（手をつないでサークルを作り、頭や足など手以外の体の部位を使ってボールをリフティングする。）
- サークル鬼ごっこ　（円の中の鬼に外側の円の人がボールを転がして当てる。）
- 手繋ぎ鬼ごっこ　（鬼がボールを転がして、手をつないで逃げる人に当てる。）
- ジャンケンゲーム
- ばくだん

など

## 国際大会
3年に1度、ワールドカップが行われる。(第3回大会～第10回大会までは2年に1度)
| 回     | 開催日                   | 開催地                             | 参加国 | 参加国 | 金     | 銀       | 銅       |
| ------ | ------------------------ | ---------------------------------- | ------ | --- | ------ | -------- | -------- |
| 第1回  | 2001年6月                | カナダ（ケベック州）               | 男     | ３か国： カナダ、 日本、 ベルギー                                                                                                | カナダ | 日本     | ベルギー |
| 第1回  | 2001年6月                | カナダ（ケベック州）               | 女     | ３か国： カナダ、 日本、 ベルギー                                                                                                | カナダ | 日本     | ベルギー |
| 第2回  | 2002年10月29日～11月2日  | カナダ（ケベック州）               | 男     | 5か国： カナダ、 日本、 フランス、 アメリカ合衆国、 ベルギー                                                                     | カナダ | 日本     | フランス |
| 第2回  | 2002年10月29日～11月2日  | カナダ（ケベック州）               | 女     | 4か国： カナダ、 日本、 フランス、 ベルギー                                                                                      | カナダ | 日本     | フランス |
| 第3回  | 2005年11月1日～11月5日   | ベルギー（リエージュ）             | 男     | 6か国： カナダ、 日本、 フランス、 ベルギー、 ドイツ、 スペイン                                                                  | カナダ | 日本     | フランス |
| 第3回  | 2005年11月1日～11月5日   | ベルギー（リエージュ）             | 女     | 6か国： カナダ、 日本、 フランス、 ベルギー、 ドイツ、 スペイン                                                                  | カナダ | 日本     | フランス |
| 第4回  | 2007年10月31日～11月3日  | スペイン（ビルバオ）               | 男     | 7か国： カナダ、 日本、 フランス、 ベルギー、 ドイツ、 スペイン、 デンマーク                                                     | カナダ | 日本     | フランス |
| 第4回  | 2007年10月31日～11月3日  | スペイン（ビルバオ）               | 女     | 6か国： カナダ、 日本、 フランス、 ベルギー、 ドイツ、 スペイン                                                                  | カナダ | 日本     | フランス |
| 第5回  | 2009年10月26日～11月1日  | カナダ（トロワリヴィエール）       | 男     | 8か国： カナダ、 日本、 フランス、 ベルギー、 ドイツ、 スペイン、 デンマーク、 スイス                                            | カナダ | ベルギー | 日本     |
| 第5回  | 2009年10月26日～11月1日  | カナダ（トロワリヴィエール）       | 女     | 6か国： カナダ、 日本、 フランス、 ベルギー、 ドイツ、 スペイン、 スイス                                                         | カナダ | フランス | 日本     |
| 第6回  | 2011年10月25日～10月29日 | フランス（ナント）                 | 男     | 8か国： カナダ、 日本、 フランス、 ベルギー、 ドイツ、 スペイン、 デンマーク、 スイス                                            | カナダ | 日本     | フランス |
| 第6回  | 2011年10月25日～10月29日 | フランス（ナント）                 | 女     | 7か国： カナダ、 日本、 フランス、 ベルギー、 ドイツ、 スペイン、 スイス、 デンマーク                                            | カナダ | 日本     | スイス   |
| 第7回  | 2013年10月29日～11月3日  | ベルギー（リエージュ州ペパンステ） | 男     | 11か国： カナダ、 日本、 フランス、 ベルギー、 ドイツ、 スペイン、 デンマーク、 スイス、 チェコ、 中国、 韓国                    | カナダ | 日本     | ベルギー |
| 第7回  | 2013年10月29日～11月3日  | ベルギー（リエージュ州ペパンステ） | 女     | 8か国： カナダ、 日本、 フランス、 ベルギー、 スペイン、 スイス、 デンマーク、 中国                                              | カナダ | 日本     | ベルギー |
| 第8回  | 2015年8月18日～8月22日   | スペイン（トレホン・デ・アルドス） | 男     | 12か国： カナダ、 日本、 フランス、 ベルギー、 スペイン、 デンマーク、 スイス、 チェコ、 中国、 韓国、 スロバキア、 オーストリア | 日本   | フランス | チェコ   |
| 第8回  | 2015年8月18日～8月22日   | スペイン（トレホン・デ・アルドス） | 女     | 9か国： カナダ、 日本、 フランス、 ベルギー、 スペイン、 スイス、 チェコ、 中国、 韓国                                           | カナダ | 日本     | フランス |
| 第9回  | 2017年10月30日～11月5日  | 日本（東京）                       | 男     | 11か国： カナダ、 日本、 フランス、 ベルギー、 スペイン、 デンマーク、 スイス、 チェコ、 中国、 韓国、 香港                      | カナダ | 日本     | チェコ   |
| 第9回  | 2017年10月30日～11月5日  | 日本（東京）                       | 女     | 11か国： カナダ、 日本、 フランス、 ベルギー、 スペイン、 スイス、 チェコ、 中国、 韓国、 香港、 シンガポール                    | カナダ | 日本     | フランス |
| 第10回 | 2019年10月27日～11月2日  | フランス（レ・ポン＝ド＝セ）       | 男     | 11か国： カナダ、 日本、 フランス、 ベルギー、 スペイン、 スイス、 チェコ、 中国、 韓国、 香港、 ドイツ                          | カナダ | フランス | 日本     |
| 第10回 | 2019年10月27日～11月2日  | フランス（レ・ポン＝ド＝セ）       | 女     | 11か国： カナダ、 日本、 フランス、 ベルギー、 スペイン、 スイス、 チェコ、 中国、 韓国、 香港、 ドイツ                          | カナダ | チェコ   | 日本     |
| 第11回 | 2024年月日～月日         | チェコ（フラデツ・クラロベ）       | 男     | | [[\|]] | [[\|]]   | [[\|]]   |
| 第11回 | 2024年月日～月日         | チェコ（フラデツ・クラロベ）       | 女     | | [[\|]] | [[\|]]   | [[\|]]   |

## 指導者
指導者資格に「キンボールスポーツ・リーダー」と「キンボールスポーツ・マスター」の2種類がある。
キンボールスポーツ・リーダー
満16歳以上で、日本キンボールスポーツ連盟が認定する指導者による公認のリーダー講習会を受講し、所定の登録用紙を提出する。認定・登録料1000円。1年ごとに更新手続きが必要で、更新料1000円。
キンボールスポーツ・マスター
満16歳以上で、キンボール・リーダー認定後、日本キンボールスポーツ連盟公認のリーダー講習会を1回以上受講し、その後マスター講習会を受講して筆記試験と審判テストを受験し合格した者がキンボールスポーツ・マスターとして認定される。受験料3000円。合格後、認定・登録料2000円。1年ごとに更新手続きが必要で、更新料1000円。日本連盟の承認によるリーダー講習会を独自開催でき、日本連盟の協力のもとにキンボールスポーツ地域支部の設置ができる（別途規定あり）。またレフリーC級の資格が得られ、レフリーB級の資格取得の権利が得られる。

## レフリー制度
- A級　国際大会にてレフリーを務められる者が取得できる。
- B級　ジャパンオープンにてヘッド・レフリーを務められる者が取得できる。
- C級　キンボールスポーツ・マスター取得時に、取得できる。

## 日本キンボールスポーツ連盟
日本でのキンボールスポーツ普及を目的とした競技団体である。国際キンボール連盟、日本レクリエーション協会に加盟している。